# The Cows
A The Cows egy amerikai noise rock/post-hardcore/hardcore punk együttes volt. 1987-ben alakultak meg a minnesotai Minneapolis-ban. Tagok: Shannon Selberg, Kevin Rutmanis, Thor Eisentrager, David van der Steen, Sandris Rutmanis, Tony Oliveri, Norm Rogers, Freddy Votel. Dalaikra nagy mértékben jellemző a humor. Ez az albumborítókon és az album címeken is meglátszik. Karrierjük alatt kultikus státuszt értek el. Híresek lettek látványos koncert-fellépéseikről is. 1998-ban feloszlottak, Shannon Selberg pedig a "The Heroine Sheiks" együttesbe ment át.

## Diszkográfia

### Stúdióalbumok
- Taint Pluribus Taint Unum (1987)
- Daddy Has a Tail (1989)
- Effete and Impudent Snobs (1990)
- Peacetika (1991)
- Cunning Stunts (1992)
- Sexy Pee Story (1993)
- Orphan's Tragedy (1994)
- Whorn (1996)
- Sorry in Pig Minor (1998)